# Silurus aristotelis
Silurus aristotelis là một loài cá trong họ Siluridae. Nó là loài đặc hữu Hy Lạp. Môi trường sinh sống tự nhiên của nó là các hồ nước ngọt. Nó bị đe dọa bởi việc mất môi trường sống.